# Río Mouro
El río Mouro es un río del noroeste de la península ibérica, afluente por la margen izquierda del río Miño, que discurre íntegramente por el distrito portugués de Viana do Castelo.

## Curso
El Mouro nace en el territorio de la antigua freguesia de Lamas de Mouro, en el concelho de Melgaço, como resultado de la unión de tres manantiales. En los 30 km de su curso pasa por las freguesias de Parada do Monte, Gave, Riba de Mouro, Tangil, Segude y Ceivães, las tres primeras en el concelho de Melgaço y las tres últimas en el de Monção, hasta desembocar en el Minho en la localidad de Ponte do Mouro, en la freguesia de Barbeita, donde forma una playa fluvial.
Cerca de su desembocadura se encuentra el puente medieval de Barbeita o Ponte do Mouro.